# 1. česká hokejová liga 2022/2023
1. česká hokejová liga 2022/2023 byla 30. ročníkem v historii této soutěže. Po Extralize je druhou nejvyšší soutěží v ledním hokeji na území České republiky. Účastnilo se jí celkem 14 klubů. Nováčkem soutěže se stal klub PSG Berani Zlín, který sestoupil z extraligy a poprvé v historii si zahrál 1. českou ligu. Před startem soutěže prodal svou prvoligovou licenci HC Stadion Vrchlabí extraligovému klubu HC Dynamo Pardubice, který vytvořil projekt Dynamo Pardubice „B“ (B tým Dynama hrál své utkání na zimním stadionu Chrudimi). HC Dukla Jihlava hrála kvůli rekonstrukci CZ Loko Areny své domácí zápasy v Pelhřimově a v Jindřichově Hradci.

## Kluby podle krajů
- Hlavní město Praha: HC Slavia Praha
- Středočeský kraj: SC Marimex Kolín
- Karlovarský kraj: HC Baník Sokolov
- Ústecký kraj:  HC Stadion Litoměřice
- Vysočina: SK Horácká Slavia Třebíč, HC Dukla Jihlava
- Pardubický kraj: HC Dynamo Pardubice B
- Olomoucký kraj: LHK Jestřábi Prostějov, HC Zubr Přerov, Draci Pars Šumperk
- Moravskoslezský kraj: HC Frýdek-Místek, HC RT TORAX Poruba 2011
- Zlínský kraj: PSG Berani Zlín, VHK Robe Vsetín

## Tabulka základní části
| Poř. | Tým                      | Z  | V  | VP | PP | P  | VG  | OG  | B  |
| ---- | ------------------------ | -- | -- | -- | -- | -- | --- | --- | -- |
| 1.   | SK Horácká Slavia Třebíč | 52 | 28 | 6  | 3  | 15 | 143 | 118 | 99 |
| 2.   | VHK ROBE Vsetín          | 52 | 31 | 1  | 2  | 18 | 156 | 120 | 97 |
| 3.   | HC RT TORAX Poruba 2011  | 52 | 23 | 9  | 5  | 15 | 167 | 138 | 92 |
| 4.   | LHK Jestřábi Prostějov   | 52 | 25 | 4  | 8  | 15 | 155 | 141 | 91 |
| 5.   | HC Stadion Litoměřice    | 52 | 23 | 6  | 6  | 17 | 164 | 145 | 87 |
| 6.   | PSG Berani Zlín          | 52 | 21 | 6  | 5  | 20 | 140 | 128 | 80 |
| 7.   | HC Dukla Jihlava         | 52 | 22 | 4  | 6  | 20 | 132 | 144 | 80 |
| 8.   | HC ZUBR Přerov           | 52 | 19 | 5  | 12 | 16 | 132 | 125 | 79 |
| 9.   | HC Frýdek-Místek         | 52 | 19 | 5  | 5  | 23 | 134 | 138 | 72 |
| 10.  | HC Slavia Praha          | 52 | 19 | 5  | 4  | 24 | 147 | 147 | 71 |
| 11.  | SC Marimex Kolín         | 52 | 17 | 7  | 5  | 23 | 141 | 151 | 70 |
| 12.  | HC Baník Sokolov         | 52 | 18 | 4  | 6  | 24 | 132 | 167 | 68 |
| 13.  | HC Dynamo Pardubice B    | 52 | 11 | 8  | 6  | 27 | 136 | 160 | 55 |
| 14.  | DRACI PARS ŠUMPERK       | 52 | 10 | 8  | 5  | 29 | 141 | 198 | 51 |

| Vysvětlivka                 |
| --------------------------- |
| Postup do play-off          |
| Postup do předkola play-off |
| Konec sezóny pro daný tým   |
| Přímý sestup do 2. ligy     |

## Hráčské statistiky základní části

### Kanadské bodování
Toto je pořadí hráčů podle dosažených bodů. Za jeden vstřelený gól nebo přihrávku na gól hráč získal jeden bod.
| Poř. | Hráč             | Tým                      | Z  | G  | A  | B  | TM | +/- |
| ---- | ---------------- | ------------------------ | -- | -- | -- | -- | -- | --- |
| 1.   | Martin Dočekal   | SK Horácká Slavia Třebíč | 52 | 27 | 31 | 58 | 12 | +16 |
| 2.   | Jaromír Kverka   | HC Baník Sokolov         | 46 | 15 | 35 | 50 | 12 | +5  |
| 3.   | Lukáš Žalčík     | DRACI PARS ŠUMPERK       | 50 | 29 | 20 | 49 | 30 | -4  |
| 4.   | Luboš Rob        | VHK ROBE Vsetín          | 52 | 19 | 29 | 48 | 26 | +7  |
| 5.   | David Bartoš     | DRACI PARS ŠUMPERK       | 44 | 9  | 37 | 46 | 12 | -2  |
| 6.   | Ladislav Bittner | SK Horácká Slavia Třebíč | 52 | 24 | 21 | 45 | 24 | +13 |
| 7.   | Ondřej Procházka | HC Stadion Litoměřice    | 52 | 22 | 23 | 45 | 38 | +21 |
| 8.   | Filip Kuťák      | HC Stadion Litoměřice    | 49 | 21 | 24 | 45 | 22 | +5  |
| 9.   | Zdeněk Král      | SC Marimex Kolín         | 51 | 11 | 34 | 45 | 29 | -3  |
| 10.  | Jiří Průžek      | DRACI PARS ŠUMPERK       | 51 | 20 | 24 | 44 | 12 | -3  |

### Hodnocení brankářů
Toto je pořadí nejlepších deset brankářů.
| Poř. | Hráč             | Tým                      | Z. | MIN  | OG  | PZ   | PS   | POG  | Úsp%  |
| ---- | ---------------- | ------------------------ | -- | ---- | --- | ---- | ---- | ---- | ----- |
| 1.   | Patrik Švančara  | HC Frýdek-Místek         | 26 | 1445 | 56  | 772  | 828  | 2.33 | 93.24 |
| 2.   | Michal Postava   | HC ZUBR Přerov           | 39 | 2347 | 81  | 1115 | 1196 | 2.07 | 93.23 |
| 3.   | Vojtěch Mokry    | HC Frýdek-Místek         | 26 | 1460 | 65  | 895  | 960  | 2.67 | 93.23 |
| 4.   | Pavel Jekel      | SK Horácká Slavia Třebíč | 45 | 2479 | 87  | 1083 | 1170 | 2.11 | 92.56 |
| 5.   | Daniel Huf       | PSG Berani Zlín          | 39 | 2282 | 79  | 956  | 1035 | 2.08 | 92.37 |
| 6.   | Maksim Zhukov    | VHK ROBE Vsetín          | 35 | 2035 | 73  | 864  | 937  | 2.15 | 92.21 |
| 7.   | Milan Klouček    | HC Dynamo Pardubice B    | 42 | 2535 | 112 | 1299 | 1411 | 2.65 | 92.06 |
| 8.   | Tomáš Král       | HC Stadion Litoměřice    | 42 | 2497 | 104 | 1200 | 1304 | 2.50 | 92.02 |
| 9.   | Daniel Dolejš    | HC RT TORAX Poruba 2011  | 37 | 2151 | 87  | 948  | 1035 | 2.43 | 91.59 |
| 10.  | Jaroslav Pavelka | LHK Jestřábi Prostějov   | 33 | 1924 | 77  | 829  | 906  | 2.40 | 91.50 |

## Play-off

### Pavouk
|  | Předkolo | Předkolo      | Předkolo  |            |   | Čtvrtfinále | Čtvrtfinále | Čtvrtfinále |  |   | Semifinále | Semifinále | Semifinále |   |  | Finále | Finále | Finále |
|  |          |               |           |            |   |             |             |             |  |   |            |            |            |   |  |        |        |        |
|  |          |               |           |            |   |             |             |             |  |   |            |            |            |   |  |        |        |        |
|  |          | 1             | Třebíč    | 3          |   |             |             |             |  |   |            |            |            |   |  |        |        |        |
|  |          |               |           | 3          |   |             |             |             |  |   |            |            |            |   |  |        |        |        |
|  |          |               | 8         | Přerov     | 1 |             |             |             |  |   |            |            |            |   |  |        |        |        |
|  | 8        | Přerov        | 8         | Přerov     | 1 | 2           |             |             |  |   |            |            |            |   |  |        |        |        |
|  | 8        | Přerov        |           |            |   | 2           |             |             |  |   |            |            |            |   |  |        |        |        |
|  | 9        | Frýdek-Místek | 0         |            |   |             |             |             |  |   |            |            |            |   |  |        |        |        |
|  | 9        | Frýdek-Místek | 0         |            |   |             |             |             |  | 1 | Třebíč     | 1          |            |   |  |        |        |        |
|  |          |               |           |            |   |             |             |             |  | 1 | Třebíč     | 1          |            |   |  |        |        |        |
|  |          | 6             | Zlín      | 4          |   |             |             |             |  |   |            |            |            |   |  |        |        |        |
|  |          | 6             | Zlín      | 4          |   |             |             |             |  |   |            |            |            |   |  |        |        |        |
|  |          |               |           |            |   |             |             |             |  |   |            |            |            |   |  |        |        |        |
|  |          |               |           |            |   |             |             |             |  |   |            |            |            |   |  |        |        |        |
|  |          | 3             | Poruba    | 1          |   |             |             |             |  |   |            |            |            |   |  |        |        |        |
|  |          |               |           | 1          |   |             |             |             |  |   |            |            |            |   |  |        |        |        |
|  |          |               | 6         | Zlín       | 3 |             |             |             |  |   |            |            |            |   |  |        |        |        |
|  |          |               | 6         | Zlín       | 3 |             |             |             |  |   |            |            |            |   |  |        |        |        |
|  |          |               |           |            |   |             |             |             |  |   |            |            |            |   |  |        |        |        |
|  |          |               |           |            |   |             |             |             |  |   |            |            |            |   |  |        |        |        |
|  |          |               |           |            |   |             |             |             |  |   |            | 6          | Zlín       | 4 |  |        |        |        |
|  |          |               |           |            |   |             |             |             |  |   |            |            |            |   |  |        |        |        |
|  |          | 2             | Vsetín    | 2          |   |             |             |             |  |   |            |            |            |   |  |        |        |        |
|  |          | 2             | Vsetín    | 2          |   |             |             |             |  |   |            |            |            |   |  |        |        |        |
|  |          |               |           |            |   |             |             |             |  |   |            |            |            |   |  |        |        |        |
|  |          |               |           |            |   |             |             |             |  |   |            |            |            |   |  |        |        |        |
|  |          | 2             | Vsetín    | 3          |   |             |             |             |  |   |            |            |            |   |  |        |        |        |
|  |          |               |           | 3          |   |             |             |             |  |   |            |            |            |   |  |        |        |        |
|  |          |               | 7         | Jihlava    | 0 |             |             |             |  |   |            |            |            |   |  |        |        |        |
|  | 7        | Jihlava       | 7         | Jihlava    | 0 | 2           |             |             |  |   |            |            |            |   |  |        |        |        |
|  | 7        | Jihlava       |           |            |   | 2           |             |             |  |   |            |            |            |   |  |        |        |        |
|  | 10       | Slavia        | 0         |            |   |             |             |             |  |   |            |            |            |   |  |        |        |        |
|  | 10       | Slavia        | 0         |            |   |             |             |             |  | 2 | Vsetín     | 4          |            |   |  |        |        |        |
|  |          |               |           |            |   |             |             |             |  | 2 | Vsetín     | 4          |            |   |  |        |        |        |
|  |          | 4             | Prostějov | 2          |   |             |             |             |  |   |            |            |            |   |  |        |        |        |
|  |          | 4             | Prostějov | 2          |   |             |             |             |  |   |            |            |            |   |  |        |        |        |
|  |          |               |           |            |   |             |             |             |  |   |            |            |            |   |  |        |        |        |
|  |          |               |           |            |   |             |             |             |  |   |            |            |            |   |  |        |        |        |
|  |          | 4             | Prostějov | 3          |   |             |             |             |  |   |            |            |            |   |  |        |        |        |
|  |          |               |           | 3          |   |             |             |             |  |   |            |            |            |   |  |        |        |        |
|  |          |               | 5         | Litoměřice | 0 |             |             |             |  |   |            |            |            |   |  |        |        |        |
|  |          |               | 5         | Litoměřice | 0 |             |             |             |  |   |            |            |            |   |  |        |        |        |
|  |          |               |           |            |   |             |             |             |  |   |            |            |            |   |  |        |        |        |

### Předkolo

#### HC Dukla Jihlava (7.) – HC Slavia Praha (10.)
| 3. března 2023 18:00 | HC Slavia Praha | 2 : 3 (1:2, 1:1, 0:0) | HC Dukla Jihlava | Zimní stadion Eden, Praha Návštěvnost: 837 |  |

| Report                                                                                              | |                     | |                                                                      |
| Roman Málek                                                                                         | Roman Málek                                                                                         | Brankáři            | Adam Beran | Rozhodčí: Roman Svoboda Jan Hucl Čároví: Štefan Belko Ondřej Kokrmen |
| Pavel Mrňa (Dušan Žovinec, Lukáš Stehlík) 17:18' Lukáš Žejdl (Karel Klikorka, Jaroslav Brož) 23:13' | Pavel Mrňa (Dušan Žovinec, Lukáš Stehlík) 17:18' Lukáš Žejdl (Karel Klikorka, Jaroslav Brož) 23:13' | 0:1 0:2 1:2 2:2 2:3 | 03:09' Josef Skořepa (Tomáš Harkabus, Daniel Kolář) 16:36' Daniel Kolář (Patrik Miškář, Otakar Šik) 36:46' Tobiáš Handl (Patrik Miškář, Václav Karabáček) | Rozhodčí: Roman Svoboda Jan Hucl Čároví: Štefan Belko Ondřej Kokrmen |
| 8 min                                                                                               | 8 min                                                                                               | Tresty              | 16 min | Rozhodčí: Roman Svoboda Jan Hucl Čároví: Štefan Belko Ondřej Kokrmen |
| 43                                                                                                  | 43                                                                                                  | Střely              | 29 | Rozhodčí: Roman Svoboda Jan Hucl Čároví: Štefan Belko Ondřej Kokrmen |

| 5. března 2023 16:30 | HC Dukla Jihlava | 2 : 1 (0:0, 1:0, 1:1) | HC Slavia Praha | Zimní stadion Pelhřimov, Pelhřimov Návštěvnost: 1 222 |  |

| Report                                                                                       |                                                                                              |             |                                     |                                                                           |
| Adam Beran                                                                                   | Adam Beran                                                                                   | Brankáři    | Roman Málek                         | Rozhodčí: Kamil Zavřel Tomáš Zubzanda Čároví: David Thuma František Pěkný |
| Patrik Miškář (Tomáš Havránek, Daniel Kolář) 24:48' Tomáš Havránek (Václav Karabáček) 49:51' | Patrik Miškář (Tomáš Havránek, Daniel Kolář) 24:48' Tomáš Havránek (Václav Karabáček) 49:51' | 1:0 1:1 2:1 | 44:00' Dušan Žovinec (Edgars Kulda) | Rozhodčí: Kamil Zavřel Tomáš Zubzanda Čároví: David Thuma František Pěkný |
| 11 min                                                                                       | 11 min                                                                                       | Tresty      | 19 min                              | Rozhodčí: Kamil Zavřel Tomáš Zubzanda Čároví: David Thuma František Pěkný |
| 34                                                                                           | 34                                                                                           | Střely      | 21                                  | Rozhodčí: Kamil Zavřel Tomáš Zubzanda Čároví: David Thuma František Pěkný |

Konečný stav série 2:0 na zápasy pro HC Dukla Jihlava.

#### HC ZUBR Přerov (8.) – HC Frýdek-Místek (9.)
| 3. března 2023 18:00 | HC Frýdek-Místek | 2 : 5 (1:2, 1:2, 0:1) | HC ZUBR Přerov | Hala Polárka, Frýdek-Místek Návštěvnost: 1 088 |  |

| Report | |                             | |                                                                         |
| Vojtěch Mokry                                                                                                | Vojtěch Mokry                                                                                                | Brankáři                    | Michal Postava | Rozhodčí: Daniel Jechoutek Jan Jaroš Čároví: David Otáhal Roman Komínek |
| David Klimša (Michal Hotěk, Oskar Haas) 01:26' Vlastimil Dostálek (Vladimír Svačina, Štěpán Havránek) 30:48' | David Klimša (Michal Hotěk, Oskar Haas) 01:26' Vlastimil Dostálek (Vladimír Svačina, Štěpán Havránek) 30:48' | 1:0 1:1 1:2 1:3 2:3 2:4 2:5 | 13:26' Jiří Goiš (Radim Hradil) 14:24' Jiří Goiš (Filip Dvořák, Zdeněk Okál) 24:13' Jan Süss (František Hrdinka, Daniel Indrák) 35:33' Radim Hradil (Jan Svoboda) 47:51' Filip Dvořák | Rozhodčí: Daniel Jechoutek Jan Jaroš Čároví: David Otáhal Roman Komínek |
| 14 min | 14 min | Tresty                      | 16 min | Rozhodčí: Daniel Jechoutek Jan Jaroš Čároví: David Otáhal Roman Komínek |
| 27 | 27 | Střely                      | 36 | Rozhodčí: Daniel Jechoutek Jan Jaroš Čároví: David Otáhal Roman Komínek |

| 5. března 2023 17:00 | HC ZUBR Přerov | 4 : 0 (0:0, 2:0, 2:0) | HC Frýdek-Místek | Meo Aréna, Přerov Návštěvnost: 1 436 |  |

| Report | |                 |                 |                                                                          |
| Michal Postava | Michal Postava | Brankáři        | Patrik Švančara | Rozhodčí: Lukáš Bejček Michal Kostourek Čároví: Henrich Kráľ Jakub Dědek |
| Daniel Indrák (Antonín Pechanec, Matouš Kratochvil) 28:33' Jan Süss (Tomáš Kudělka, Zdeněk Okál) 28:59' Daniel Indrák (Antonín Pechanec, Matouš Kratochvil) 55:21' Jiří Goiš (Antonín Pechanec, Michal Postava, do prázdné branky) 59:15' | Daniel Indrák (Antonín Pechanec, Matouš Kratochvil) 28:33' Jan Süss (Tomáš Kudělka, Zdeněk Okál) 28:59' Daniel Indrák (Antonín Pechanec, Matouš Kratochvil) 55:21' Jiří Goiš (Antonín Pechanec, Michal Postava, do prázdné branky) 59:15' | 1:0 2:0 3:0 4:0 |                 | Rozhodčí: Lukáš Bejček Michal Kostourek Čároví: Henrich Kráľ Jakub Dědek |
| 10 min | 10 min | Tresty          | 10 min          | Rozhodčí: Lukáš Bejček Michal Kostourek Čároví: Henrich Kráľ Jakub Dědek |
| 26 | 26 | Střely          | 23              | Rozhodčí: Lukáš Bejček Michal Kostourek Čároví: Henrich Kráľ Jakub Dědek |

Konečný stav série 2:0 na zápasy pro HC ZUBR Přerov.

### Čtvrtfinále

#### SK Horácká Slavia Třebíč (1.) – HC ZUBR Přerov (8.)
| 8. března 2023 17:30 | SK Horácká Slavia Třebíč | 1 : 2 PP (0:1, 0:0, 1:0 — 0:1) | HC ZUBR Přerov | KHNP Arena, Třebíč Návštěvnost: 2 213 |  |

| Report                             |                                    |             |                                                                              |                                                                       |
| Pavel Jekel                        | Pavel Jekel                        | Brankáři    | Michal Postava                                                               | Rozhodčí: Roman Svoboda Jan Hucl Čároví: Štefan Belko Ondřej Kokrment |
| Matyáš Svoboda (Jakub Malý) 49:53' | Matyáš Svoboda (Jakub Malý) 49:53' | 0:1 1:1 1:2 | 06:50' František Hrdinka (David Březina) 67:30' Daniel Indrák (Robert Černý) | Rozhodčí: Roman Svoboda Jan Hucl Čároví: Štefan Belko Ondřej Kokrment |
| 6 min                              | 6 min                              | Tresty      | 14 min                                                                       | Rozhodčí: Roman Svoboda Jan Hucl Čároví: Štefan Belko Ondřej Kokrment |
| 35                                 | 35                                 | Střely      | 27                                                                           | Rozhodčí: Roman Svoboda Jan Hucl Čároví: Štefan Belko Ondřej Kokrment |

| 9. března 2023 17:30 | SK Horácká Slavia Třebíč | 3 : 1 (2:0, 1:0, 0:1) | HC ZUBR Přerov | KHNP Arena, Třebíč Návštěvnost: 2 204 |  |

| Report | |                 |                                                        |                                                                          |
| Pavel Jekel | Pavel Jekel | Brankáři        | Michal Postava                                         | Rozhodčí: Lukáš Bejček Tomáš Cabák Čároví: Václav Hanzlík Ondřej Bohuněk |
| Martin Dočekal (Ladislav Bittner, Lukáš Forman) 11:03' Martin Dočekal (Michal Vodný, Antonín Bořuta) 13:54' Jakub Malý (Lukáš Forman, Daniel Klímek) 30:50' | Martin Dočekal (Ladislav Bittner, Lukáš Forman) 11:03' Martin Dočekal (Michal Vodný, Antonín Bořuta) 13:54' Jakub Malý (Lukáš Forman, Daniel Klímek) 30:50' | 1:0 2:0 3:0 3:1 | 54:01' Tomáš Doležal (František Hrdinka, Robert Černý) | Rozhodčí: Lukáš Bejček Tomáš Cabák Čároví: Václav Hanzlík Ondřej Bohuněk |
| 13 min | 13 min | Tresty          | 21 min                                                 | Rozhodčí: Lukáš Bejček Tomáš Cabák Čároví: Václav Hanzlík Ondřej Bohuněk |
| 57 | 57 | Střely          | 19                                                     | Rozhodčí: Lukáš Bejček Tomáš Cabák Čároví: Václav Hanzlík Ondřej Bohuněk |

| 12. března 2023 17:00 | HC ZUBR Přerov | 1 : 2 (0:0, 0:2, 1:0) | SK Horácká Slavia Třebíč | Meo Aréna, Přerov Návštěvnost: 1 913 |  |

| Report                                   |                                          |             |                                                                                             |                                                                                 |
| Michal Postava                           | Michal Postava                           | Brankáři    | Pavel Jekel                                                                                 | Rozhodčí: Miroslav Petružálek Radek Wagner Čároví: Václav Beneš Ondřej Kokrment |
| David Březina (František Hrdinka) 55:05' | David Březina (František Hrdinka) 55:05' | 0:1 0:2 1:2 | 36:41' Daniel Klímek (David Tureček) 38:40' Michal Vodný (Ladislav Bittner, Antonín Bořuta) | Rozhodčí: Miroslav Petružálek Radek Wagner Čároví: Václav Beneš Ondřej Kokrment |
| 6 min                                    | 6 min                                    | Tresty      | 4 min                                                                                       | Rozhodčí: Miroslav Petružálek Radek Wagner Čároví: Václav Beneš Ondřej Kokrment |
| 21                                       | 21                                       | Střely      | 24                                                                                          | Rozhodčí: Miroslav Petružálek Radek Wagner Čároví: Václav Beneš Ondřej Kokrment |

| 13. března 2023 18:00 | HC ZUBR Přerov | 2 : 3 SN (0:0, 0:1, 2:1 — 0:0 — 0:1) | SK Horácká Slavia Třebíč | Meo Aréna, Přerov Návštěvnost: 1 732 |  |

| Report | |                                                | |                                                                    |
| Michal Postava | Michal Postava | Brankáři                                       | Pavel Jekel                                                                                                   | Rozhodčí: Jan Hucl Roman Svoboda Čároví: Pavel Blažek Ondřej Polák |
| Robert Černý (František Hrdinka) 48:20' Daniel Indrák (Jiří Krisl, Antonín Pechanec) 52:43' Antonín Pechanec Daniel Indrák Tomáš Doležal David Březina | Robert Černý (František Hrdinka) 48:20' Daniel Indrák (Jiří Krisl, Antonín Pechanec) 52:43' Antonín Pechanec Daniel Indrák Tomáš Doležal David Březina | 0:1 1:1 2:1 2:2 Samostatné nájezdy 0:1 0:2 0:2 | 25:15' Michal Vodný (Jakub Malý) 57:53' David Michálek Lukáš Forman Michal Vodný Daniel Klímek Matyáš Svoboda | Rozhodčí: Jan Hucl Roman Svoboda Čároví: Pavel Blažek Ondřej Polák |
| 16 min | 16 min | Tresty                                         | 20 min | Rozhodčí: Jan Hucl Roman Svoboda Čároví: Pavel Blažek Ondřej Polák |
| 52 | 52 | Střely                                         | 41 | Rozhodčí: Jan Hucl Roman Svoboda Čároví: Pavel Blažek Ondřej Polák |

Konečný stav série 3:1 na zápasy pro SK Horácká Slavia Třebíč.

#### VHK ROBE Vsetín (2.) – HC Dukla Jihlava (7.)
| 8. března 2023 17:30 | VHK ROBE Vsetín | 4 : 3 PP (1:1, 2:0, 0:2 — 1:0) | HC Dukla Jihlava | Na Lapači, Vsetín Návštěvnost: 3 017 |  |

| Report | |                             | |                                                                              |
| Maksim Zhukov | Maksim Zhukov | Brankáři                    | Adam Beran | Rozhodčí: Miroslav Petružálek Lukáš Květoň Čároví: Milan Jindra Václav Beneš |
| Adam Hořanský (Tomáš Ondračka) 04:59' Roman Půček (Miroslav Holec) 24:42' Daniels Berzinš (Šimon Jenáček) 38:49' Šimon Jenáček (Pavel Klhůfek) 79:12' | Adam Hořanský (Tomáš Ondračka) 04:59' Roman Půček (Miroslav Holec) 24:42' Daniels Berzinš (Šimon Jenáček) 38:49' Šimon Jenáček (Pavel Klhůfek) 79:12' | 0:1 1:1 2:1 3:1 3:2 3:3 4:3 | 04:33' Otakar Šik (Filip Dundáček, Patrik Miškář) 42:42' Josef Skořepa (Daniel Kolář, Tomáš Havránek) 50:08' Daniel Kolář (Tomáš Harkabus, Václav Karabáček) | Rozhodčí: Miroslav Petružálek Lukáš Květoň Čároví: Milan Jindra Václav Beneš |
| 12 min | 12 min | Tresty                      | 16 min | Rozhodčí: Miroslav Petružálek Lukáš Květoň Čároví: Milan Jindra Václav Beneš |
| 45 | 45 | Střely                      | 35 | Rozhodčí: Miroslav Petružálek Lukáš Květoň Čároví: Milan Jindra Václav Beneš |

| 9. března 2023 17:30 | VHK ROBE Vsetín | 2 : 1 (1:0, 1:1, 0:0) | HC Dukla Jihlava | Na Lapači, Vsetín Návštěvnost: 3 087 |  |

| Report                                                                                     |                                                                                            |             |                                                      |                                                                  |
| Maksim Zhukov                                                                              | Maksim Zhukov                                                                              | Brankáři    | Adam Beran                                           | Rozhodčí: Jan Hucl Jan Jaroš Čároví: Milan Štofa František Pěkný |
| Miroslav Holec (Pavel Klhůfek, Roman Půček) 10:48' Vít Jonák (Luboš Rob, Jiří Říha) 30:18' | Miroslav Holec (Pavel Klhůfek, Roman Půček) 10:48' Vít Jonák (Luboš Rob, Jiří Říha) 30:18' | 1:0 1:1 2:1 | 28:42' Tomáš Harkabus (Tomáš Havránek,Tomáš Chlubna) | Rozhodčí: Jan Hucl Jan Jaroš Čároví: Milan Štofa František Pěkný |
| 10 min                                                                                     | 10 min                                                                                     | Tresty      | 6 min                                                | Rozhodčí: Jan Hucl Jan Jaroš Čároví: Milan Štofa František Pěkný |
| 21                                                                                         | 21                                                                                         | Střely      | 40                                                   | Rozhodčí: Jan Hucl Jan Jaroš Čároví: Milan Štofa František Pěkný |

| 12. března 2023 16:30 | HC Dukla Jihlava | 2 : 3 (0:2, 0:0, 2:1) | VHK ROBE Vsetín | Zimní stadion Pelhřimov, Pelhřimov Návštěvnost: 2 500 |  |

| Report                                                                                              | |                     | |                                                                           |
| Adam Beran                                                                                          | Adam Beran                                                                                          | Brankáři            | Maksim Zhukov | Rozhodčí: Roman Svoboda Daniel Jechoutek Čároví: Roman Zídek David Otáhal |
| Tomáš Harkabus (Josef Skořepa, Otakar Šik) 51:20' Tomáš Chlubna (Filip Haman, Radek Pořízek) 57:23' | Tomáš Harkabus (Josef Skořepa, Otakar Šik) 51:20' Tomáš Chlubna (Filip Haman, Radek Pořízek) 57:23' | 0:1 0:2 1:2 1:3 2:3 | 08:12' Miroslav Holec (Pavel Klhůfek) 15:12' Ondřej Smetana (Riku Sihvonen, Vít Jonák) 55:02' Vít Jonák (Luboš Rob, Daniels Berzinš) | Rozhodčí: Roman Svoboda Daniel Jechoutek Čároví: Roman Zídek David Otáhal |
| 18 min                                                                                              | 18 min                                                                                              | Tresty              | 14 min | Rozhodčí: Roman Svoboda Daniel Jechoutek Čároví: Roman Zídek David Otáhal |
| 31                                                                                                  | 31                                                                                                  | Střely              | 20 | Rozhodčí: Roman Svoboda Daniel Jechoutek Čároví: Roman Zídek David Otáhal |

Konečný stav série 3:0 na zápasy pro VHK ROBE Vsetín.

#### HC RT TORAX Poruba 2011 (3.) – PSG Berani Zlín (6.)
| 8. března 2023 17:30 | HC RT TORAX Poruba 2011 | 3 : 0 (0:0, 0:0, 3:0) | PSG Berani Zlín | RT TORAX ARENA, Poruba Návštěvnost: 2 058 |  |

| Report | |             |            |                                                                            |
| Daniel Dolejš | Daniel Dolejš | Brankáři    | Daniel Huf | Rozhodčí: Daniel Jechoutek Zbyněk Kubičík Čároví: Petr Kotlík David Otáhal |
| Jakub Šlahař (Dominik Hrníčko) 46:36' Michal Vachovec (Justin Lemcke, Tomáš Šoustal) 56:20' Tomáš Šoustal (do prázdné branky) 59:15' | Jakub Šlahař (Dominik Hrníčko) 46:36' Michal Vachovec (Justin Lemcke, Tomáš Šoustal) 56:20' Tomáš Šoustal (do prázdné branky) 59:15' | 1:0 2:0 3:0 |            | Rozhodčí: Daniel Jechoutek Zbyněk Kubičík Čároví: Petr Kotlík David Otáhal |
| 20 min | 20 min | Tresty      | 41 min     | Rozhodčí: Daniel Jechoutek Zbyněk Kubičík Čároví: Petr Kotlík David Otáhal |
| 43 | 43 | Střely      | 31         | Rozhodčí: Daniel Jechoutek Zbyněk Kubičík Čároví: Petr Kotlík David Otáhal |

| 9. března 2023 17:30 | HC RT TORAX Poruba 2011 | 2 : 5 (0:2, 2:0, 0:3) | PSG Berani Zlín | RT TORAX ARENA, Poruba Návštěvnost: 2 745 |  |

| Report                                                                                                   | |                             | |                                                                     |
| Daniel Dolejš                                                                                            | Daniel Dolejš                                                                                            | Brankáři                    | Daniel Huf | Rozhodčí: Jiří Ondráček Filip Vrba Čároví: Roman Zídek Henrich Kráľ |
| Dominik Hrníčko (Roman Pšurný, Jan Dufek) 24:02' Jakub Šlahař (Daniel Krenželok, Dominik Hrníčko) 27:53' | Dominik Hrníčko (Roman Pšurný, Jan Dufek) 24:02' Jakub Šlahař (Daniel Krenželok, Dominik Hrníčko) 27:53' | 0:1 0:2 1:2 2:2 2:3 2:4 2:4 | 10:20' Vojtěch Riedl (Stanislav Sadoviko) 17:02' Darek Hejcman (Bedřich Köhler, Daniel Gazda) 46:32' Petr Kratochvíl (Denis Kindl) 47:05' Petr Kratochvíl (Denis Kindl, Pavel Kubiš) 58:34' Tomáš Pospíšil (Denis Kindl, Pavel Kubiš, do prázdné branky) | Rozhodčí: Jiří Ondráček Filip Vrba Čároví: Roman Zídek Henrich Kráľ |
| 23 min                                                                                                   | 23 min                                                                                                   | Tresty                      | 17 min | Rozhodčí: Jiří Ondráček Filip Vrba Čároví: Roman Zídek Henrich Kráľ |
| 38 | 38 | Střely                      | 41 | Rozhodčí: Jiří Ondráček Filip Vrba Čároví: Roman Zídek Henrich Kráľ |

| 12. března 2023 17:00 | PSG Berani Zlín | 2 : 1 (1:0, 0:0, 1:1) | HC RT TORAX Poruba 2011 | Zimní stadion Luďka Čajky, Zlín Návštěvnost: 5 269 |  |

| Report                                                                                                   | |             |                                               |                                                                      |
| Daniel Huf                                                                                               | Daniel Huf                                                                                               | Brankáři    | Daniel Dolejš                                 | Rozhodčí: Tomáš Veselý Luděk Pilný Čároví: Petr Maštalíř Jan Vašíček |
| Pavel Kubiš (Tomáš Pospíšil, Daniel Gazda) 08:02' Bedřich Köhler (Martin Novotný, Pavel Sedláček) 58:15' | Pavel Kubiš (Tomáš Pospíšil, Daniel Gazda) 08:02' Bedřich Köhler (Martin Novotný, Pavel Sedláček) 58:15' | 1:0 2:0 2:1 | 59:19' Tomáš Šoustal (Jan Dufek, Adam Sedlák) | Rozhodčí: Tomáš Veselý Luděk Pilný Čároví: Petr Maštalíř Jan Vašíček |
| 14 min                                                                                                   | 14 min                                                                                                   | Tresty      | 35 min                                        | Rozhodčí: Tomáš Veselý Luděk Pilný Čároví: Petr Maštalíř Jan Vašíček |
| 24 | 24 | Střely      | 46                                            | Rozhodčí: Tomáš Veselý Luděk Pilný Čároví: Petr Maštalíř Jan Vašíček |

| 13. března 2023 17:30 | PSG Berani Zlín | 2 : 1 (0:0, 0:1, 2:0) | HC RT TORAX Poruba 2011 | Zimní stadion Luďka Čajky, Zlín Návštěvnost: 4 283 |  |

| Report                                                                                           |                                                                                                  |             |                                                        |                                                                              |
| Daniel Huf                                                                                       | Daniel Huf                                                                                       | Brankáři    | Daniel Dolejš                                          | Rozhodčí: Tomáš Zubzanda Daniel Jechoutek Čároví: Václav Hanzlík Jakub Dědek |
| Petr Mrázek (Petr Kratochvíl, Denis Kindl) 45:56' Petr Mrázek (Daniel Gazda, Denis Kindl) 48:08' | Petr Mrázek (Petr Kratochvíl, Denis Kindl) 45:56' Petr Mrázek (Daniel Gazda, Denis Kindl) 48:08' | 0:1 1:1 2:1 | 28:46' Tomáš Šoustal (Patrik Urbanec, Michal Vachovec) | Rozhodčí: Tomáš Zubzanda Daniel Jechoutek Čároví: Václav Hanzlík Jakub Dědek |
| 8 min                                                                                            | 8 min                                                                                            | Tresty      | 18 min                                                 | Rozhodčí: Tomáš Zubzanda Daniel Jechoutek Čároví: Václav Hanzlík Jakub Dědek |
| 35                                                                                               | 35                                                                                               | Střely      | 30                                                     | Rozhodčí: Tomáš Zubzanda Daniel Jechoutek Čároví: Václav Hanzlík Jakub Dědek |

Konečný stav série 3:1 na zápasy pro PSG Berani Zlín.

#### LHK Jestřábi Prostějov (4.) – HC Stadion Litoměřice (5.)
| 8. března 2023 18:00 | LHK Jestřábi Prostějov | 1 : 0 PP (0:0, 0:0, 0:0 — 1:0) | HC Stadion Litoměřice | Zimní stadion Prostějov, Prostějov Návštěvnost: 1 941 |  |

| Report                                                |                                                       |          |            |                                                                            |
| Jaroslav Pavelka (od 12. do 14. minuty Josef Němeček) | Jaroslav Pavelka (od 12. do 14. minuty Josef Němeček) | Brankáři | Tomáš Král | Rozhodčí: Radek Wagner Michal Kostourek Čároví: Ondřej Polák Roman Komínek |
| Jan Veselý (Roman Vlach, Jakub Illéš) 68:28'          | Jan Veselý (Roman Vlach, Jakub Illéš) 68:28'          | 1:0      |            | Rozhodčí: Radek Wagner Michal Kostourek Čároví: Ondřej Polák Roman Komínek |
| 8 min                                                 | 8 min                                                 | Tresty   | 31 min     | Rozhodčí: Radek Wagner Michal Kostourek Čároví: Ondřej Polák Roman Komínek |
| 36                                                    | 36                                                    | Střely   | 30         | Rozhodčí: Radek Wagner Michal Kostourek Čároví: Ondřej Polák Roman Komínek |

| 9. března 2023 18:00 | LHK Jestřábi Prostějov | 5 : 2 (0:1, 3:0, 2:1) | HC Stadion Litoměřice | Zimní stadion Prostějov, Prostějov Návštěvnost: 2 100 |  |

| Report | |                             |                                                                                        |                                                                        |
| Jaroslav Pavelka | Jaroslav Pavelka | Brankáři                    | Tomáš Král                                                                             | Rozhodčí: Kamil Zavřel Zbyněk Kubičík Čároví: Jakub Dědek Pavel Blažek |
| Tomáš Jandus (Jan Maruna) 29:53' David Ostřížek (Vilém Burian, Petr Hašek) 34:14' Jakub Illéš (Tomáš Jáchym, Matouš Venkrbec) 36:54' Jan Slanina (Tomáš Jiránek, Tomáš Jáchym) 44:44' Jan Bartko (Tomáš Jáchym, Jakub Kubeš) 49:44' | Tomáš Jandus (Jan Maruna) 29:53' David Ostřížek (Vilém Burian, Petr Hašek) 34:14' Jakub Illéš (Tomáš Jáchym, Matouš Venkrbec) 36:54' Jan Slanina (Tomáš Jiránek, Tomáš Jáchym) 44:44' Jan Bartko (Tomáš Jáchym, Jakub Kubeš) 49:44' | 0:1 1:1 2:1 3:1 4:1 5:1 5:2 | 09:37' Tomáš Guman (Ondřej Procházka, Filip Kuťák) 50:45' Josef Koláček (David Senčák) | Rozhodčí: Kamil Zavřel Zbyněk Kubičík Čároví: Jakub Dědek Pavel Blažek |
| 10 min | 10 min | Tresty                      | 16 min                                                                                 | Rozhodčí: Kamil Zavřel Zbyněk Kubičík Čároví: Jakub Dědek Pavel Blažek |
| 37 | 37 | Střely                      | 22                                                                                     | Rozhodčí: Kamil Zavřel Zbyněk Kubičík Čároví: Jakub Dědek Pavel Blažek |

| 12. března 2023 17:00 | HC Stadion Litoměřice | 1 : 4 (1:1, 0:1, 0:2) | LHK Jestřábi Prostějov | Kalich aréna, Litoměřice Návštěvnost: 1 740 (vyprodáno) |  |

| Report                                              |                                                     |                     | |                                                                        |
| Tomáš Král                                          | Tomáš Král                                          | Brankáři            | Jaroslav Pavelka | Rozhodčí: Tomáš Zubzanda Lukáš Bejček Čároví: Milan Jindra Petr Kotlík |
| Lukáš Válek (Josef Koláček, Přemysl Svoboda) 07:16' | Lukáš Válek (Josef Koláček, Přemysl Svoboda) 07:16' | 1:0 1:1 1:2 1:3 1:4 | 16:35' Petr Hašek (David Ostřížek) 20:57' Jan Slanina (Matouš Venkrbec) 50:05' David Ostřížek (Petr Hašek, Vilím Burian) 57:53' Vilím Burian (do prázdné branky) | Rozhodčí: Tomáš Zubzanda Lukáš Bejček Čároví: Milan Jindra Petr Kotlík |
| 8 min                                               | 8 min                                               | Tresty              | 12 min | Rozhodčí: Tomáš Zubzanda Lukáš Bejček Čároví: Milan Jindra Petr Kotlík |
| 23                                                  | 23                                                  | Střely              | 33 | Rozhodčí: Tomáš Zubzanda Lukáš Bejček Čároví: Milan Jindra Petr Kotlík |

Konečný stav série 3:0 na zápasy pro LHK Jestřábi Prostějov.

### Semifinále

#### SK Horácká Slavia Třebíč (1.) – PSG Berani Zlín (6.)
| 18. března 2023 17:30 | SK Horácká Slavia Třebíč | 3 : 4 (0:2, 1:2, 2:0) | PSG Berani Zlín | KHNP Arena, Třebíč Návštěvnost: 3 328 |  |

| Report | |                             | |                                                                         |
| Pavel Jekel | Pavel Jekel | Brankáři                    | Daniel Huf | Rozhodčí: Lukáš Bejček Michal Kostourek Čároví: Milan Štofa David Thuma |
| Matěj Novák (Ladislav Bittner, Antonín Bořuta) 33:54' Matyáš Svoboda (Lukáš Forman, Daniel Klímek) 48:00' Martin Dočekal (David Michálek) 58:51' | Matěj Novák (Ladislav Bittner, Antonín Bořuta) 33:54' Matyáš Svoboda (Lukáš Forman, Daniel Klímek) 48:00' Martin Dočekal (David Michálek) 58:51' | 0:1 0:2 0:3 1:3 1:4 2:4 3:4 | 05:17' Zdeněk Sedlák (Dominik Luža) 18:49' Dominik Luža (Pavel Kubiš) 27:44' Petr Mrázek (Denis Kindl, Petr Kratochvíl) 37:22' Petr Kratochvíl (Petr Mrázek, Denis Kindl) | Rozhodčí: Lukáš Bejček Michal Kostourek Čároví: Milan Štofa David Thuma |
| 0 min | 0 min | Tresty                      | 10 min | Rozhodčí: Lukáš Bejček Michal Kostourek Čároví: Milan Štofa David Thuma |
| 35 | 35 | Střely                      | 20 | Rozhodčí: Lukáš Bejček Michal Kostourek Čároví: Milan Štofa David Thuma |

| 19. března 2023 17:30 | SK Horácká Slavia Třebíč | 4 : 2 (1:0, 2:1, 1:1) | PSG Berani Zlín | KHNP Arena, Třebíč Návštěvnost: 3 111 |  |

| Report | |                         |                                                                         |                                                                            |
| Pavel Jekel | Pavel Jekel | Brankáři                | Daniel Huf                                                              | Rozhodčí: Miroslav Petružálek Jan Hucl Čároví: Milan Jindra Stanislav Hnát |
| Martin Dočekal (Matěj Novák, Antonín Bořuta) 05:43' Matěj Novák (Matěj Psota, Ladislav Bittner) 26:11' Vojtěch Šilhavý (Ivo Sedláček) 27:33' Jakub Malý (David Tureček, Daniel Klímek) 47:54' | Martin Dočekal (Matěj Novák, Antonín Bořuta) 05:43' Matěj Novák (Matěj Psota, Ladislav Bittner) 26:11' Vojtěch Šilhavý (Ivo Sedláček) 27:33' Jakub Malý (David Tureček, Daniel Klímek) 47:54' | 1:0 2:0 3:0 3:1 4:1 4:2 | 36:56' Darek Hejcman 55:31' Daniel Gazda (Petr Mrázek, Petr Kratochvíl) | Rozhodčí: Miroslav Petružálek Jan Hucl Čároví: Milan Jindra Stanislav Hnát |
| 14 min | 14 min | Tresty                  | 20 min                                                                  | Rozhodčí: Miroslav Petružálek Jan Hucl Čároví: Milan Jindra Stanislav Hnát |
| 33 | 33 | Střely                  | 28                                                                      | Rozhodčí: Miroslav Petružálek Jan Hucl Čároví: Milan Jindra Stanislav Hnát |

| 22. března 2023 17:30 | PSG Berani Zlín | 2 : 1 (1:0, 0:0, 1:1) | SK Horácká Slavia Třebíč | Zimní stadion Luďka Čajky, Zlín Návštěvnost: 4 895 |  |

| Report                                                                                           |                                                                                                  |             |                                                    |                                                                          |
| Daniel Huf                                                                                       | Daniel Huf                                                                                       | Brankáři    | Pavel Jekel                                        | Rozhodčí: Radek Wagner Tomáš Veselý Čároví: Petr Maštalíř Ondřej Bohuněk |
| Dominik Luža (Martin Novotný, Petr Mrázek) 03:54' Martin Lang (Daniel Gazda, Denis Kindl) 59:51' | Dominik Luža (Martin Novotný, Petr Mrázek) 03:54' Martin Lang (Daniel Gazda, Denis Kindl) 59:51' | 1:0 1:1 2:1 | 40:33' Radim Ferda (David Michálek, David Tureček) | Rozhodčí: Radek Wagner Tomáš Veselý Čároví: Petr Maštalíř Ondřej Bohuněk |
| 6 min                                                                                            | 6 min                                                                                            | Tresty      | 6 min                                              | Rozhodčí: Radek Wagner Tomáš Veselý Čároví: Petr Maštalíř Ondřej Bohuněk |
| 24                                                                                               | 24                                                                                               | Střely      | 24                                                 | Rozhodčí: Radek Wagner Tomáš Veselý Čároví: Petr Maštalíř Ondřej Bohuněk |

| 23. března 2023 17:30 | PSG Berani Zlín | 3 : 2 SN (0:1, 0:0, 2:1 — 0:0 — 1:0) | SK Horácká Slavia Třebíč | Zimní stadion Luďka Čajky, Zlín Návštěvnost: 4 913 |  |

| Report | |                                            | |                                                                         |
| Daniel Huf | Daniel Huf | Brankáři                                   | Pavel Jekel | Rozhodčí: Miroslav Petružálek Jan Hucl Čároví: David Otáhal Petr Kotlík |
| Denis Kindl (Martin Novotný, Petr Kratochvíl) 49:09' Jakub Husa (Petr Kratochvíl, Bedřich Köhler) 58:19' Petr Mrázek Jiří Suhrada Tomáš Pospíšil Petr Kratochvíl Zdeněk Sedlák | Denis Kindl (Martin Novotný, Petr Kratochvíl) 49:09' Jakub Husa (Petr Kratochvíl, Bedřich Köhler) 58:19' Petr Mrázek Jiří Suhrada Tomáš Pospíšil Petr Kratochvíl Zdeněk Sedlák | 0:1 1:1 1:2 2:2 Samostatné nájezdy 0:0 1:0 | 14:18' Ladislav Bittner (Antonín Bořuta, Martin Dočekal) 52:20' Radim Ferda (Jakub Malý) Lukáš Forman Matěj Novák Matyáš Svoboda Daniel Klímek Jakub Malý | Rozhodčí: Miroslav Petružálek Jan Hucl Čároví: David Otáhal Petr Kotlík |
| 12 min | 12 min | Tresty                                     | 14 min | Rozhodčí: Miroslav Petružálek Jan Hucl Čároví: David Otáhal Petr Kotlík |
| 52 | 52 | Střely                                     | 31 | Rozhodčí: Miroslav Petružálek Jan Hucl Čároví: David Otáhal Petr Kotlík |

| 25. března 2023 17:30 | SK Horácká Slavia Třebíč | 1 : 2 (0:2, 1:0, 0:0) | PSG Berani Zlín | KHNP Arena, Třebíč Návštěvnost: 3 535 |  |

| Report                                                |                                                       |             |                                                                      |                                                                                  |
| Pavel Jekel                                           | Pavel Jekel                                           | Brankáři    | Daniel Huf                                                           | Rozhodčí: Radek Wagner Miroslav Petružálek Čároví: Ondřej Bohuněk Stanislav Hnát |
| Matěj Psota (Martin Dočekal, Ladislav Bittner) 36:50' | Matěj Psota (Martin Dočekal, Ladislav Bittner) 36:50' | 0:1 0:2 1:2 | 05:52' Šimon Frömel (Zdeněk Sedlák, Jiří Suhrada) 13:37' Denis Kindl | Rozhodčí: Radek Wagner Miroslav Petružálek Čároví: Ondřej Bohuněk Stanislav Hnát |
| 33 min                                                | 33 min                                                | Tresty      | 20 min                                                               | Rozhodčí: Radek Wagner Miroslav Petružálek Čároví: Ondřej Bohuněk Stanislav Hnát |
| 38                                                    | 38                                                    | Střely      | 19                                                                   | Rozhodčí: Radek Wagner Miroslav Petružálek Čároví: Ondřej Bohuněk Stanislav Hnát |

Konečný stav série 4:1 na zápasy pro PSG Berani Zlín.

#### VHK ROBE Vsetín (2.) – LHK Jestřábi Prostějov (4.)
| 18. března 2023 17:00 | VHK ROBE Vsetín | 4 : 3 (2:1, 2:1, 0:1) | LHK Jestřábi Prostějov | Na Lapači, Vsetín Návštěvnost: 3 896 |  |

| Report | |                             | |                                                                            |
| Maksim Zhukov | Maksim Zhukov | Brankáři                    | Jaroslav Pavelka | Rozhodčí: Kamil Zavřel Zbyněk Kubičík Čároví: Petr Maštalíř Ondřej Bohuněk |
| Roman Půček (Miroslav Holec, Ondřej Smetana) 00:57' Luboš Rob (Daniels Berzinš) 19:57' Pavel Klhůfek (Miroslav Holec, Roman Půček) 23:48' Pavel Jenyš (Miroslav Holec) 37:54' | Roman Půček (Miroslav Holec, Ondřej Smetana) 00:57' Luboš Rob (Daniels Berzinš) 19:57' Pavel Klhůfek (Miroslav Holec, Roman Půček) 23:48' Pavel Jenyš (Miroslav Holec) 37:54' | 1:0 1:1 2:1 2:2 3:2 4:2 4:3 | 03:48' Martin Pěnčík (Vilém Burian) 22:55' Jakub Illéš (Vilém Burian, Jan Bartko) 43:09' Tomáš Jáchym (Jan Slanina, David Ostřížek) | Rozhodčí: Kamil Zavřel Zbyněk Kubičík Čároví: Petr Maštalíř Ondřej Bohuněk |
| 24 min | 24 min | Tresty                      | 24 min | Rozhodčí: Kamil Zavřel Zbyněk Kubičík Čároví: Petr Maštalíř Ondřej Bohuněk |
| 26 | 26 | Střely                      | 31 | Rozhodčí: Kamil Zavřel Zbyněk Kubičík Čároví: Petr Maštalíř Ondřej Bohuněk |

| 19. března 2023 17:00 | VHK ROBE Vsetín | 1 : 0 (1:0, 0:0, 0:0) | LHK Jestřábi Prostějov | Na Lapači, Vsetín Návštěvnost: 3 533 |  |

| Report                                             |                                                    |          |                  |                                                                           |
| Maksim Zhukov                                      | Maksim Zhukov                                      | Brankáři | Jaroslav Pavelka | Rozhodčí: Radek Wagner Daniel Jechoutek Čároví: Jan Vašíček Roman Komínek |
| Roman Půček (Pavel Klhůfek, Miroslav Holec) 15:45' | Roman Půček (Pavel Klhůfek, Miroslav Holec) 15:45' | 1:0      |                  | Rozhodčí: Radek Wagner Daniel Jechoutek Čároví: Jan Vašíček Roman Komínek |
| 12 min                                             | 12 min                                             | Tresty   | 14 min           | Rozhodčí: Radek Wagner Daniel Jechoutek Čároví: Jan Vašíček Roman Komínek |
| 16                                                 | 16                                                 | Střely   | 29               | Rozhodčí: Radek Wagner Daniel Jechoutek Čároví: Jan Vašíček Roman Komínek |

| 22. března 2023 18:00 | LHK Jestřábi Prostějov | 3 : 2 (0:0, 3:2, 0:0) | VHK ROBE Vsetín | Zimní stadion Prostějov, Prostějov Návštěvnost: 3 371 |  |

| Report | |                     | |                                                                        |
| Jaroslav Pavelka | Jaroslav Pavelka | Brankáři            | Maksim Zhukov                                                                                      | Rozhodčí: Kamil Zavřel Zbyněk Kubičík Čároví: Roman Zídek Henrich Kráľ |
| Petr Hašek (David Ostřížek, Jan Bartko) 22:36' Matouš Venkrbec (Robin Staněk, Tomáš Jáchym) 25:15' Tomáš Jandus (Jan Bartko) 34:56' | Petr Hašek (David Ostřížek, Jan Bartko) 22:36' Matouš Venkrbec (Robin Staněk, Tomáš Jáchym) 25:15' Tomáš Jandus (Jan Bartko) 34:56' | 1:0 1:1 2:1 2:2 3:2 | 24:24' Pavel Klhůfek (Miroslav Holec, Šimon Jenáček) 28:21' Daniels Berzinš (Vít Jonák, Luboš Rob) | Rozhodčí: Kamil Zavřel Zbyněk Kubičík Čároví: Roman Zídek Henrich Kráľ |
| 12 min | 12 min | Tresty              | 10 min                                                                                             | Rozhodčí: Kamil Zavřel Zbyněk Kubičík Čároví: Roman Zídek Henrich Kráľ |
| 17 | 17 | Střely              | 30                                                                                                 | Rozhodčí: Kamil Zavřel Zbyněk Kubičík Čároví: Roman Zídek Henrich Kráľ |

| 23. března 2023 18:00 | LHK Jestřábi Prostějov | 2 : 3 (0:1, 1:0, 1:2) | VHK ROBE Vsetín | Zimní stadion Prostějov, Prostějov Návštěvnost: 3 365 |  |

| Report                                                                                                   | |                     | |                                                                          |
| Jaroslav Pavelka                                                                                         | Jaroslav Pavelka                                                                                         | Brankáři            | Maksim Zhukov | Rozhodčí: Lukáš Bejček Michal Kostourek Čároví: Milan Jindra Jakub Dědek |
| Robin Staněk (Tomáš Jáchym, David Ostřížek) 23:30' David Ostřížek (Tomáš Jáchym, Matouš Venkrbec) 54:34' | Robin Staněk (Tomáš Jáchym, David Ostřížek) 23:30' David Ostřížek (Tomáš Jáchym, Matouš Venkrbec) 54:34' | 0:1 1:1 1:2 1:3 2:3 | 18:56' Pavel Klhůfek (Boris Česánek, Jan Berger) 41:10' Miroslav Holec (Roman Půček) 44:41' Pavel Jenyš (Peter Lichanec, Michal Hryciow) | Rozhodčí: Lukáš Bejček Michal Kostourek Čároví: Milan Jindra Jakub Dědek |
| 8 min | 8 min | Tresty              | 12 min | Rozhodčí: Lukáš Bejček Michal Kostourek Čároví: Milan Jindra Jakub Dědek |
| 34 | 34 | Střely              | 26 | Rozhodčí: Lukáš Bejček Michal Kostourek Čároví: Milan Jindra Jakub Dědek |

| 25. března 2023 17:00 | VHK ROBE Vsetín | 1 : 3 (0:0, 0:3, 1:0) | LHK Jestřábi Prostějov | Na Lapači, Vsetín Návštěvnost: 3 844 |  |

| Report                             |                                    |                 | |                                                                         |
| Maksim Zhukov                      | Maksim Zhukov                      | Brankáři        | Jaroslav Pavelka | Rozhodčí: Zbyněk Kubičík Luděk Pilný Čároví: Petr Maštalíř Ondřej Polák |
| Radek Číp (Marek Voženílek) 43:03' | Radek Číp (Marek Voženílek) 43:03' | 0:1 0:2 0:3 1:3 | 28:50' David Ostřížek (Tomáš Jáchym, Jakub Illéš) 32:45' Jan Maruna (Matouš Venkrbec) 36:41' Jakub Illéš (Tomáš Jáchym, Matouš Venkrbec) | Rozhodčí: Zbyněk Kubičík Luděk Pilný Čároví: Petr Maštalíř Ondřej Polák |
| 9 min                              | 9 min                              | Tresty          | 11 min | Rozhodčí: Zbyněk Kubičík Luděk Pilný Čároví: Petr Maštalíř Ondřej Polák |
| 40                                 | 40                                 | Střely          | 21 | Rozhodčí: Zbyněk Kubičík Luděk Pilný Čároví: Petr Maštalíř Ondřej Polák |

| 27. března 2023 18:00 | LHK Jestřábi Prostějov | 1 : 2 (0:1, 1:0, 0:1) | VHK ROBE Vsetín | Zimní stadion Prostějov, Prostějov Návštěvnost: 3 429 |  |

| Report                                         |                                                |             |                                                                                             |                                                                        |
| Jaroslav Pavelka                               | Jaroslav Pavelka                               | Brankáři    | Tomáš Vošvrda                                                                               | Rozhodčí: Zbyněk Kubičík Luděk Pilný Čároví: Roman Zídek Roman Komínek |
| Jakub Illéš (Jan Bartko, Martin Pěnčík) 39:59' | Jakub Illéš (Jan Bartko, Martin Pěnčík) 39:59' | 0:1 1:1 1:2 | 12:43' Jiří Říha (Ondřej Smetana, Luboš Rob) 45:52' Ondřej Smetana (Luboš Rob, Pavel Jenyš) | Rozhodčí: Zbyněk Kubičík Luděk Pilný Čároví: Roman Zídek Roman Komínek |
| 2 min                                          | 2 min                                          | Tresty      | 2 min                                                                                       | Rozhodčí: Zbyněk Kubičík Luděk Pilný Čároví: Roman Zídek Roman Komínek |
| 32                                             | 32                                             | Střely      | 34                                                                                          | Rozhodčí: Zbyněk Kubičík Luděk Pilný Čároví: Roman Zídek Roman Komínek |

Konečný stav série 4:2 na zápasy pro VHK ROBE Vsetín.

### Finále

#### VHK ROBE Vsetín (2.) – PSG Berani Zlín (6.)
| 1. dubna 2023 17:00 | VHK ROBE Vsetín | 4 : 3 PP (1:0, 0:2, 2:1 — 1:0) | PSG Berani Zlín | Na Lapači, Vsetín Návštěvnost: 5 400 (vyprodáno) |  |

| Report | |                             | |                                                                           |
| Tomáš Vošvrda | Tomáš Vošvrda | Brankáři                    | Daniel Huf | Rozhodčí: Lukáš Bejček Tomáš Veselý Čároví: Ondřej Bohuněk Stanislav Hnát |
| Miroslav Holec (Ondřej Smetana) 04:02' Pavel Klhůfek (Miroslav Holec) 45:57' Roman Půček (Miroslav Holec, Ondřej Němec) 51:55' Pavel Klhůfek (Ondřej Němec, Radek Číp) 51:55' | Miroslav Holec (Ondřej Smetana) 04:02' Pavel Klhůfek (Miroslav Holec) 45:57' Roman Půček (Miroslav Holec, Ondřej Němec) 51:55' Pavel Klhůfek (Ondřej Němec, Radek Číp) 51:55' | 1:0 1:1 1:2 1:3 2:3 3:3 4:3 | 25:27' Petr Kratochvíl (Tadeáš Talafa) 27:02' Denis Kindl (Pavel Sedláček, Petr Mrázek) 42:50' Denis Kindl (Zdeněk Sedlák, Petr Kratochvíl) | Rozhodčí: Lukáš Bejček Tomáš Veselý Čároví: Ondřej Bohuněk Stanislav Hnát |
| 8 min | 8 min | Tresty                      | 35 min | Rozhodčí: Lukáš Bejček Tomáš Veselý Čároví: Ondřej Bohuněk Stanislav Hnát |
| 38 | 38 | Střely                      | 28 | Rozhodčí: Lukáš Bejček Tomáš Veselý Čároví: Ondřej Bohuněk Stanislav Hnát |

| 2. dubna 2023 17:00 | VHK ROBE Vsetín | 1 : 2 (0:1, 1:1, 0:0) | PSG Berani Zlín | Na Lapači, Vsetín Návštěvnost: 5 400 (vyprodáno) |  |

| Report                          |                                 |             |                                                                               |                                                                           |
| Tomáš Vošvrda                   | Tomáš Vošvrda                   | Brankáři    | Daniel Huf                                                                    | Rozhodčí: Miroslav Petružálek Luděk Pilný Čároví: Roman Zídek Jakub Dědek |
| Tomáš Vávra (Jan Berger) 25:08' | Tomáš Vávra (Jan Berger) 25:08' | 0:1 1:1 1:2 | 17:38' Pavel Sedláček (Petr Kratochvíl) 27:52' Darek Hejcman (Tomáš Pospíšil) | Rozhodčí: Miroslav Petružálek Luděk Pilný Čároví: Roman Zídek Jakub Dědek |
| 2 min                           | 2 min                           | Tresty      | 6 min                                                                         | Rozhodčí: Miroslav Petružálek Luděk Pilný Čároví: Roman Zídek Jakub Dědek |
| 43                              | 43                              | Střely      | 23                                                                            | Rozhodčí: Miroslav Petružálek Luděk Pilný Čároví: Roman Zídek Jakub Dědek |

| 5. dubna 2023 17:30 | PSG Berani Zlín | 4 : 1 (0:0, 2:0, 2:1) | VHK ROBE Vsetín | Zimní stadion Luďka Čajky, Zlín Návštěvnost: 7 000 (vyprodáno) |  |

| Report | |                     |                                               |                                                                      |
| Daniel Huf | Daniel Huf | Brankáři            | Maksim Zhukov                                 | Rozhodčí: Jan Hribik Lukáš Květoň Čároví: Milan Jindra Roman Komínek |
| 23:58' Pavel Sedláček (Stanislav Sadovikov) 28:59' Mikuláš Zbořil (Bedřich Köhler) 40:58' Zdeněk Sedlák (Denis Kindl) 58:19' Stanislav Sadovikov (Jakub Husa, do prázdné branky) | 23:58' Pavel Sedláček (Stanislav Sadovikov) 28:59' Mikuláš Zbořil (Bedřich Köhler) 40:58' Zdeněk Sedlák (Denis Kindl) 58:19' Stanislav Sadovikov (Jakub Husa, do prázdné branky) | 1:0 2:0 3:0 3:1 4:1 | 50:50' Šimon Jenáček (Tomáš Vávra, Vít Jonák) | Rozhodčí: Jan Hribik Lukáš Květoň Čároví: Milan Jindra Roman Komínek |
| 4 min | 4 min | Tresty              | 8 min                                         | Rozhodčí: Jan Hribik Lukáš Květoň Čároví: Milan Jindra Roman Komínek |
| 36 | 36 | Střely              | 28                                            | Rozhodčí: Jan Hribik Lukáš Květoň Čároví: Milan Jindra Roman Komínek |

| 6. dubna 2023 17:30 | PSG Berani Zlín | 4 : 2 (0:1, 3:1, 1:0) | VHK ROBE Vsetín | Zimní stadion Luďka Čajky, Zlín Návštěvnost: 7 000 (vyprodáno) |  |

| Report | |                         |                                                                            |                                                                                 |
| Daniel Huf | Daniel Huf | Brankáři                | Maksim Zhukov                                                              | Rozhodčí: Miroslav Petružálek Luděk Pilný Čároví: Ondřej Bohuněk Stanislav Hnát |
| Tomáš Pospíšil (Tadeáš Talafa, Darek Hejcman) 21:21' Petr Mrázek (Martin Novotný, Mikuláš Zbořil) 32:08' Tomáš Pospíšil (Vojtěch Riedl, Darek Hejcman) 37:13' Petr Kratochvíl (Denis Kindl, Jiří Suhrada, do prázdné branky) 58:44' | Tomáš Pospíšil (Tadeáš Talafa, Darek Hejcman) 21:21' Petr Mrázek (Martin Novotný, Mikuláš Zbořil) 32:08' Tomáš Pospíšil (Vojtěch Riedl, Darek Hejcman) 37:13' Petr Kratochvíl (Denis Kindl, Jiří Suhrada, do prázdné branky) 58:44' | 0:1 1:1 1:2 2:2 3:2 4:2 | 07:48' Jan Berger (Michal Hryciow) 23:51' Radek Číp (Vít Jonák, Jiří Říha) | Rozhodčí: Miroslav Petružálek Luděk Pilný Čároví: Ondřej Bohuněk Stanislav Hnát |
| 16 min | 16 min | Tresty                  | 12 min                                                                     | Rozhodčí: Miroslav Petružálek Luděk Pilný Čároví: Ondřej Bohuněk Stanislav Hnát |
| 25 | 25 | Střely                  | 34                                                                         | Rozhodčí: Miroslav Petružálek Luděk Pilný Čároví: Ondřej Bohuněk Stanislav Hnát |

| 8. dubna 2023 17:00 | VHK ROBE Vsetín | 5 : 2 (1:1, 1:0, 3:1) | PSG Berani Zlín | Na Lapači, Vsetín Návštěvnost: 5 040 |  |

| Report | |                             | |                                                                     |
| Tomáš Vošvrda | Tomáš Vošvrda | Brankáři                    | Daniel Huf                                                                                                | Rozhodčí: Jan Hribik Lukáš Květoň Čároví: Roman Zídek Roman Komínek |
| Jan Berger (Adam Hořanský, David Kajínek) 05:01' Tomáš Vávra (Luboš Rob, Jiří Říha) 20:27' Vít Jonák (Luboš Rob, Tomáš Vávra) 50:53' Jiří Říha (Roman Půček, Adam Hořanský) 52:27' Miroslav Holec (Pavel Klhůfek, Riku Sihvonen) 56:34' | Jan Berger (Adam Hořanský, David Kajínek) 05:01' Tomáš Vávra (Luboš Rob, Jiří Říha) 20:27' Vít Jonák (Luboš Rob, Tomáš Vávra) 50:53' Jiří Říha (Roman Půček, Adam Hořanský) 52:27' Miroslav Holec (Pavel Klhůfek, Riku Sihvonen) 56:34' | 1:0 1:1 2:1 3:1 4:1 5:1 5:2 | 13:28' Bedřich Köhler (Martin Lang, Tomáš Pospíšil) 59:56' Mikuláš Zbořil (Tomáš Pospíšil, Zdeněk Sedlák) | Rozhodčí: Jan Hribik Lukáš Květoň Čároví: Roman Zídek Roman Komínek |
| 21 min | 21 min | Tresty                      | 13 min | Rozhodčí: Jan Hribik Lukáš Květoň Čároví: Roman Zídek Roman Komínek |
| 40 | 40 | Střely                      | 25 | Rozhodčí: Jan Hribik Lukáš Květoň Čároví: Roman Zídek Roman Komínek |

| 10. dubna 2023 17:30 | PSG Berani Zlín | 3 : 2 PP (1:1, 1:0, 0:1 — 1:0) | VHK ROBE Vsetín | Zimní stadion Luďka Čajky, Zlín Návštěvnost: 7 000 (vyprodáno) |  |

| Report | |                     |                                                                                |                                                                                |
| Daniel Huf | Daniel Huf | Brankáři            | Tomáš Vošvrda                                                                  | Rozhodčí: Jan Hribik Miroslav Petružálek Čároví: Ondřej Bohuněk Stanislav Hnát |
| Petr Mrázek (Martin Lang, Jiří Suhrada) 03:35' Martin Lang (Daniel Gazda, Pavel Sedláček) 38:47' Martin Novotný (Zdeněk Sedlák, Denis Kindl) 64:26' | Petr Mrázek (Martin Lang, Jiří Suhrada) 03:35' Martin Lang (Daniel Gazda, Pavel Sedláček) 38:47' Martin Novotný (Zdeněk Sedlák, Denis Kindl) 64:26' | 1:0 1:1 2:1 2:2 3:2 | 04:08' Adam Hořanský (Roman Půček, Jiří Říha) 51:58' Vít Jonák (David Kajínek) | Rozhodčí: Jan Hribik Miroslav Petružálek Čároví: Ondřej Bohuněk Stanislav Hnát |
| 6 min | 6 min | Tresty              | 8 min                                                                          | Rozhodčí: Jan Hribik Miroslav Petružálek Čároví: Ondřej Bohuněk Stanislav Hnát |
| 28 | 28 | Střely              | 42                                                                             | Rozhodčí: Jan Hribik Miroslav Petružálek Čároví: Ondřej Bohuněk Stanislav Hnát |

Konečný stav série 4:2 na zápasy pro PSG Berani Zlín.

## Hráčské statistiky play-off

### Kanadské bodování
Toto je pořadí hráčů podle dosažených bodů. Za jeden vstřelený gól nebo přihrávku na gól hráč získal jeden bod.
| Poř. | Hráč            | Tým                    | Z  | G | A  | B  | TM | +/- |
| ---- | --------------- | ---------------------- | -- | - | -- | -- | -- | --- |
| 1.   | Denis Kindl     | PSG Berani Zlín        | 15 | 4 | 11 | 15 | 22 | +7  |
| 2.   | Miroslav Holec  | VHK ROBE Vsetín        | 15 | 5 | 8  | 13 | 4  | +4  |
| 3.   | Petr Kratochvíl | PSG Berani Zlín        | 15 | 5 | 7  | 12 | 4  | +3  |
| 4.   | Pavel Klhůfek   | VHK ROBE Vsetín        | 15 | 5 | 5  | 10 | 8  | +7  |
| 5.   | Petr Mrázek     | PSG Berani Zlín        | 15 | 5 | 4  | 9  | 15 | +1  |
| 6.   | David Ostřížek  | LHK Jestřábi Prostějov | 9  | 4 | 5  | 9  | 2  | +5  |
| 6.   | Roman Půček     | VHK ROBE Vsetín        | 15 | 4 | 5  | 9  | 14 | +5  |
| 8.   | Tomáš Jáchym    | LHK Jestřábi Prostějov | 9  | 1 | 8  | 9  | 6  | 0   |
| 9.   | Vít Jonák       | VHK ROBE Vsetín        | 14 | 4 | 4  | 8  | 8  | -1  |
| 10.  | Luboš Rob       | VHK ROBE Vsetín        | 15 | 1 | 7  | 8  | 9  | +1  |

### Hodnocení brankářů
Toto je pořadí nejlepších deseti brankářů.
| Poř. | Hráč             | Tým                      | Z. | MIN | OG | PZ  | PS  | POG  | Úsp%  |
| ---- | ---------------- | ------------------------ | -- | --- | -- | --- | --- | ---- | ----- |
| 1.   | Michal Postava   | HC ZUBR Přerov           | 6  | 385 | 10 | 189 | 199 | 1.56 | 94.97 |
| 2.   | Daniel Huf       | PSG Berani Zlín          | 15 | 928 | 32 | 511 | 543 | 2.07 | 94.11 |
| 3.   | Daniel Dolejš    | HC RT TORAX Poruba 2011  | 4  | 235 | 8  | 122 | 130 | 2.04 | 93.85 |
| 4.   | Jaroslav Pavelka | LHK Jestřábi Prostějov   | 9  | 543 | 16 | 231 | 247 | 1.77 | 93.52 |
| 5.   | Pavel Jekel      | SK Horácká Slavia Třebíč | 9  | 585 | 18 | 240 | 258 | 1.85 | 93.02 |
| 6.   | Maksim Zhukov    | VHK ROBE Vsetín          | 10 | 618 | 23 | 274 | 297 | 2.23 | 92.26 |
| 7.   | Tomáš Král       | HC Stadion Litoměřice    | 3  | 188 | 9  | 106 | 115 | 2.87 | 92.17 |
| 8.   | Roman Málek      | HC Slavia Praha          | 2  | 120 | 5  | 58  | 63  | 2.50 | 92.06 |
| 9.   | Adam Beran       | HC Dukla Jihlava         | 5  | 315 | 12 | 138 | 150 | 2.29 | 92.00 |
| 10.  | Tomáš Vošvrda    | VHK ROBE Vsetín          | 5  | 310 | 12 | 138 | 150 | 2.29 | 92.00 |